# Bắc Thiếu Lâm
Bắc Thiếu Lâm là danh từ chỉ tất cả các võ phái hay các bộ môn quyền thuật thuộc miền Bắc Trung Hoa mà được gọi bằng một tên chung là Trường quyền (chữ Hán: 長拳; bính âm: cháng quán; dịch nghĩa tiếng Anh: Long Fist), tục gọi là Bắc quyền, sau này các bộ môn quyền này được các môn đồ Bắc Thiếu Lâm tích hợp vào hệ thống võ Thiếu Lâm rồi cải biến đi cho thích hợp đường lối kỹ pháp của Thiếu Lâm. Ở các nước trong khu vực ngoài Trung Hoa còn gọi là Thiếu Lâm Bắc phái. Bắc Thiếu Lâm được xuất phát từ tỉnh Hà Nam, Trung Quốc mà theo truyền thuyết là Sư tổ Đạt Ma sáng lập
Người Việt Nam thích dùng cụm từ Thiếu Lâm Bắc phái, trong khi người Trung Hoa thích dùng cụm từ Bắc Thiếu Lâm và dịch nghĩa sang tiếng Anh là Northern Shaolin.